# Amorbach
Amorbach (pronunciación en alemán: /ˈaːmoːɐ̯ˌbax/ⓘ) es un pueblo en el distrito de Miltenberg en el Regierungsbezirk de la Baja Franconia en Baviera, Alemania. En 2011, tenía más de 3,000 habitantes.

## Historia

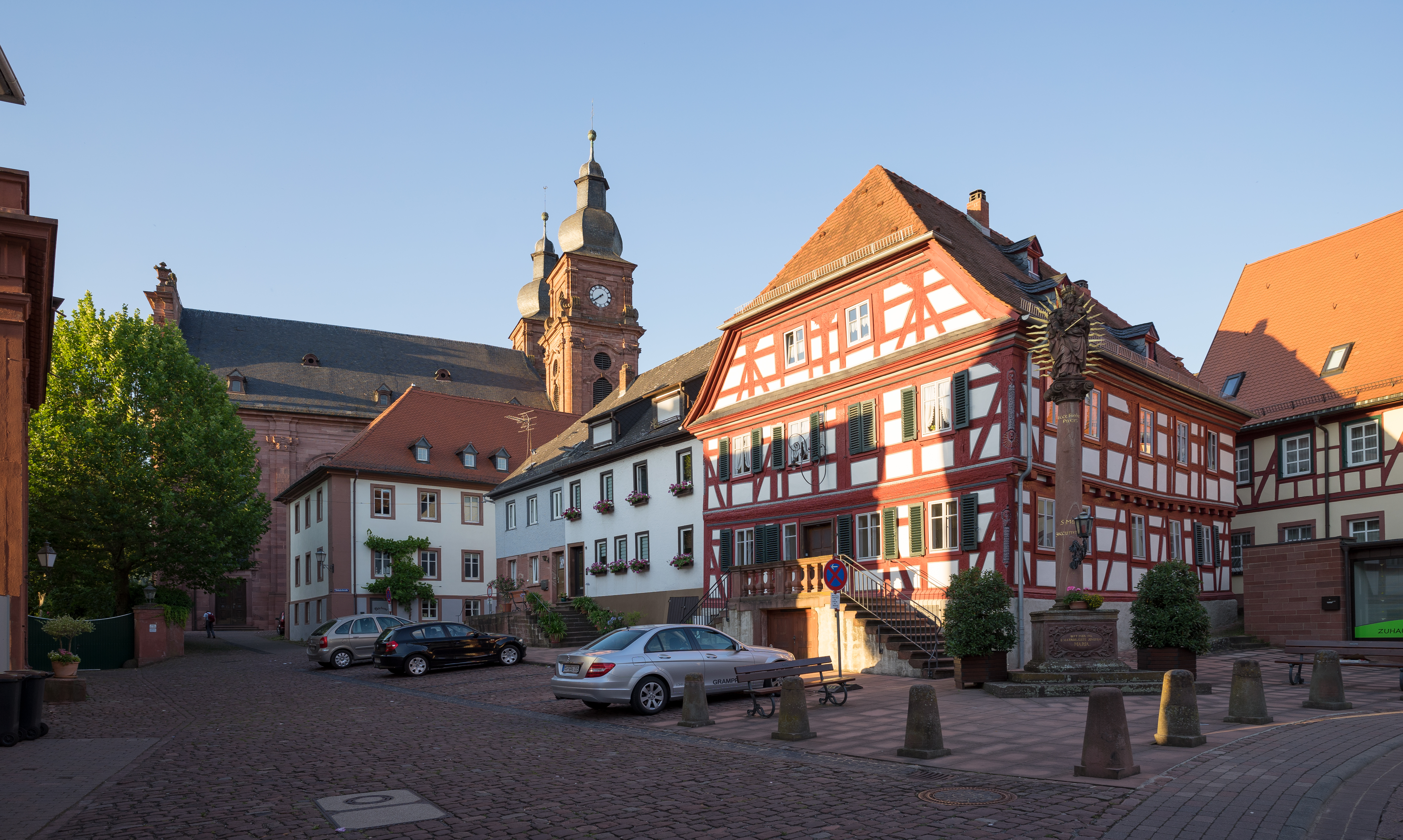
La plaza de mercado y la iglesia de San Gangulfo

La población comenzó como un monasterio benedictino (Kloster Amorbach), que poco a poco se convirtió en un asentamiento, hasta que en 1253 fue elevada a la categoría de ciudad. Con los años, la ciudad cambió de manos varias veces. Perteneció al obispado de Wurzburgo hasta 1656, cuando pasó a formar parte del arzobispado de Maguncia.